# Bão Tracy (1974)
Bão Tracy là một cơn bão nhiệt đới tàn phá thành phố Darwin, Lãnh thổ phía Bắc, Úc từ ngày 24 tháng 7 năm 1974. Cơn bão là cơn bão nhiệt đới nhỏ thứ hai được ghi nhận (tính theo đường kính bão), chỉ sau Bão Marco năm 2008.
Cơn bão lớn, đang phát triển đã được quan sát thấy ban đầu đã thoát khỏi thành phố, nhưng sau đó đã chuyển sang hướng sớm vào ngày 24 tháng 12. Sau 10:00 tối ACST, thiệt hại trở nên nghiêm trọng và gió giật đạt tới 217 kilômét trên giờ (134,84 mph)   trước khi dụng cụ thất bại. Cư dân Darwin đang ăn mừng Giáng sinh và không nhận ra ngay tình trạng khẩn cấp, một phần vì họ đã được cảnh báo về một cơn bão trước đó (Selma) đi qua phía tây thành phố. Ngoài ra, các cửa hàng tin tức chỉ có một bộ xương làm nhiệm vụ trong kỳ nghỉ.
Tracy đã giết 71 người, gây ra 837 A$   thiệt hại hàng triệu đô la (1974 đô la), tương đương khoảng 6,85 A$   tỷ (2018 đô la), tương đương 4,79 tỷ đô la 2018 USD. Nó đã phá hủy hơn 70 phần trăm các tòa nhà của Darwin, bao gồm 80 phần trăm nhà cửa. Nó khiến hơn 25.000 trong số 47.000 cư dân của thành phố vô gia cư trước Tiếp bờ và yêu cầu sơ tán hơn 30.000 người, người trong số họ nhiều bao giờ trở lại. Sau khi cơn bão đi qua, thành phố đã được xây dựng lại bằng cách sử dụng các tiêu chuẩn nghiêm ngặt hơn "mẫu mã bão"

## Lịch sử khí tượng
Vào ngày 20 tháng 12 năm 1974, vệ tinh môi trường ESSA-8 của Hoa Kỳ đã ghi lại một đám mây lớn tập trung ở biển Arafura khoảng 370 kilômét (230 mi) phía đông bắc Darwin. Sự xáo trộn này được theo dõi bởi giám đốc khu vực của Cục thời tiết Darwin Ray Wilkie và nhà khí tượng học cao cấp Geoff Crane. Vào ngày 21 tháng 12 năm 1974, vệ tinh ESSA-8 cho thấy bằng chứng về một trung tâm hình tròn mới được hình thành gần vĩ độ 8°N và kinh độ 135°Đ. Sếu - nhân viên phụ trách khí tượng tại thời điểm đó - đã đưa ra cảnh báo bão nhiệt đới ban đầu mô tả cơn bão là một vùng nhiệt đới thấp có thể phát triển thành một cơn bão nhiệt đới.
Sau đó vào buổi tối, văn phòng khí tượng Darwin đã nhận được hình ảnh vệ tinh hồng ngoại từ vệ tinh của Cơ quan Khí quyển và Đại dương Quốc gia, NOAA-4, cho thấy áp suất thấp đã phát triển hơn nữa và có thể quan sát thấy các đám mây xoắn ốc. Cơn bão được chính thức phát hiện là một cơn bão nhiệt đới vào khoảng 10 giờ tối ngày 21 tháng 12, khi đó là khoảng 200 kilômét (120 mi) về phía bắc-đông bắc của Cape Don (360 kilômét (220 mi) phía đông bắc Darwin). Lốc xoáy Tracy được quan sát lần đầu tiên trên radar Darwin vào sáng ngày 22 tháng 12. Trong vài ngày tới, lốc xoáy di chuyển theo hướng tây nam, đi qua phía bắc Darwin vào ngày 22 tháng 12. Một phát sóng trên Đài phát thanh ABC ngày hôm đó tuyên bố rằng Cyclone Tracy không gây ra mối đe dọa ngay lập tức cho Darwin. Tuy nhiên, vào sáng sớm ngày 24 tháng 12, Tracy vòng qua Mũi Fourcroy trên mũi phía tây của đảo Bathurst và di chuyển theo hướng đông nam, hướng thẳng về phía Darwin. Trạm thời tiết của văn phòng tại Cape Fourcroy đo tốc độ gió trung bình là 120 kilômét trên giờ (75 mph) lúc 9:00 sáng hôm đó.
Đến chiều muộn ngày 24 tháng 12, bầu trời thành phố u ám, với những đám mây thấp và đang trải qua cơn mưa mạnh. Gió giật mạnh hơn; trong khoảng thời gian từ 10 giờ tối (giờ địa phương) đến nửa đêm, thiệt hại trở nên nghiêm trọng và người dân bắt đầu nhận ra rằng lốc xoáy sẽ không chỉ đi ngang qua thành phố mà còn qua đó. Vào ngày 25 tháng 12, vào khoảng 3:30 sáng, trung tâm của Tracy băng qua bờ biển gần vịnh Fannie. Sức gió mạnh nhất được ghi nhận từ cơn bão là 217 kilômét trên giờ (135 mph), được ghi lại vào khoảng 3:05 sáng tại sân bay Darwin. Máy đo gió (dụng cụ đo tốc độ gió) thất bại vào khoảng 3:10 sáng, với cánh gió (hướng gió) bị phá hủy sau mắt bão. Ước tính chính thức của Cục Khí tượng cho thấy các cơn gió của Tracy đã đạt 240 kilômét trên giờ (150 mph). Chỉ số áp suất không khí thấp nhất trong Tracy là 950 hêctôpascal (28 inHg), được chụp vào khoảng 4 giờ sáng, bởi một nhân viên của Cục tại Sân bay Darwin. Điều này đã được ghi lại trong mắt lốc xoáy. Từ khoảng 6:30 sáng, gió bắt đầu dịu, với lượng mưa không ngừng vào khoảng 8:30 sáng 
Sau khi đổ bộ, bão Tracy nhanh chóng suy yếu, tan vào ngày 26 tháng 12.

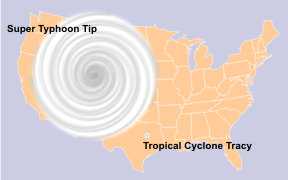
The relative sizes of the United States, Cyclone Tracy and Typhoon Tip, the second smallest and largest tropical storms ever recorded, respectively

## Chuẩn bị
Darwin đã từng bị lốc xoáy tàn phá nặng nề trước đó; vào tháng 1 năm 1897 và một lần nữa vào tháng 3 năm 1937. Tuy nhiên, trong 20 năm dẫn đến Cyclone Tracy, thành phố đã trải qua giai đoạn mở rộng nhanh chóng. EP Milliken ước tính vào đêm trước của cơn bão có 43.500 người sống trong 12.000 ngôi nhà ở khu vực Darwin. Mặc dù các tiêu chuẩn xây dựng tại thời điểm đó đòi hỏi phải chú ý đến khả năng xảy ra lốc xoáy, nhưng hầu hết các tòa nhà không có khả năng chịu được lực tác động trực tiếp của lốc xoáy.

Vào ngày xảy ra lốc xoáy, hầu hết cư dân ở Darwin tin rằng lốc xoáy sẽ không gây ra bất kỳ thiệt hại nào cho thành phố. Bão Selma đã được dự đoán sẽ tấn công Darwin vào đầu tháng, nhưng thay vào đó, nó đã đi về phía bắc và tan biến mà không ảnh hưởng đến Darwin theo bất kỳ cách nào. Do đó, Cyclone Tracy đã khiến hầu hết cư dân Darwin bất ngờ. Mặc dù có nhiều cảnh báo, người dân Darwin đã không sơ tán hoặc chuẩn bị cho cơn bão. Nhiều người dân tiếp tục chuẩn bị cho Giáng sinh, và nhiều người tham dự các bữa tiệc Giáng sinh, mặc dù gió ngày càng nhiều và mưa lớn. Nhà báo Bill Bunbury đã phỏng vấn cư dân Darwin một thời gian sau đó và ghi lại những kinh nghiệm của những người sống sót sau cơn bão trong cuốn sách Cyclone Tracy của ông , nhặt những mảnh ghép. Resident Dawn Lawrie, một ứng cử viên độc lập năm 1971 cho cử tri của Nightcliff, nói với anh ta:
| “ | We'd had a cyclone warning only 10 days before Tracy [that another cyclone] was coming, it was coming, and it never came. So when we started hearing about Tracy we were all a little blasé. (Bunbury, p. 20) | ” |

Một cư dân khác, Barbara Langkrens, nói:
| “ | And you started to almost think that it would never happen to Darwin even though we had cyclone warnings on the radio all the time... most of the people who had lived here for quite some time didn't really believe the warnings. (Bunbury, p. 21) | ” |

## Tác động

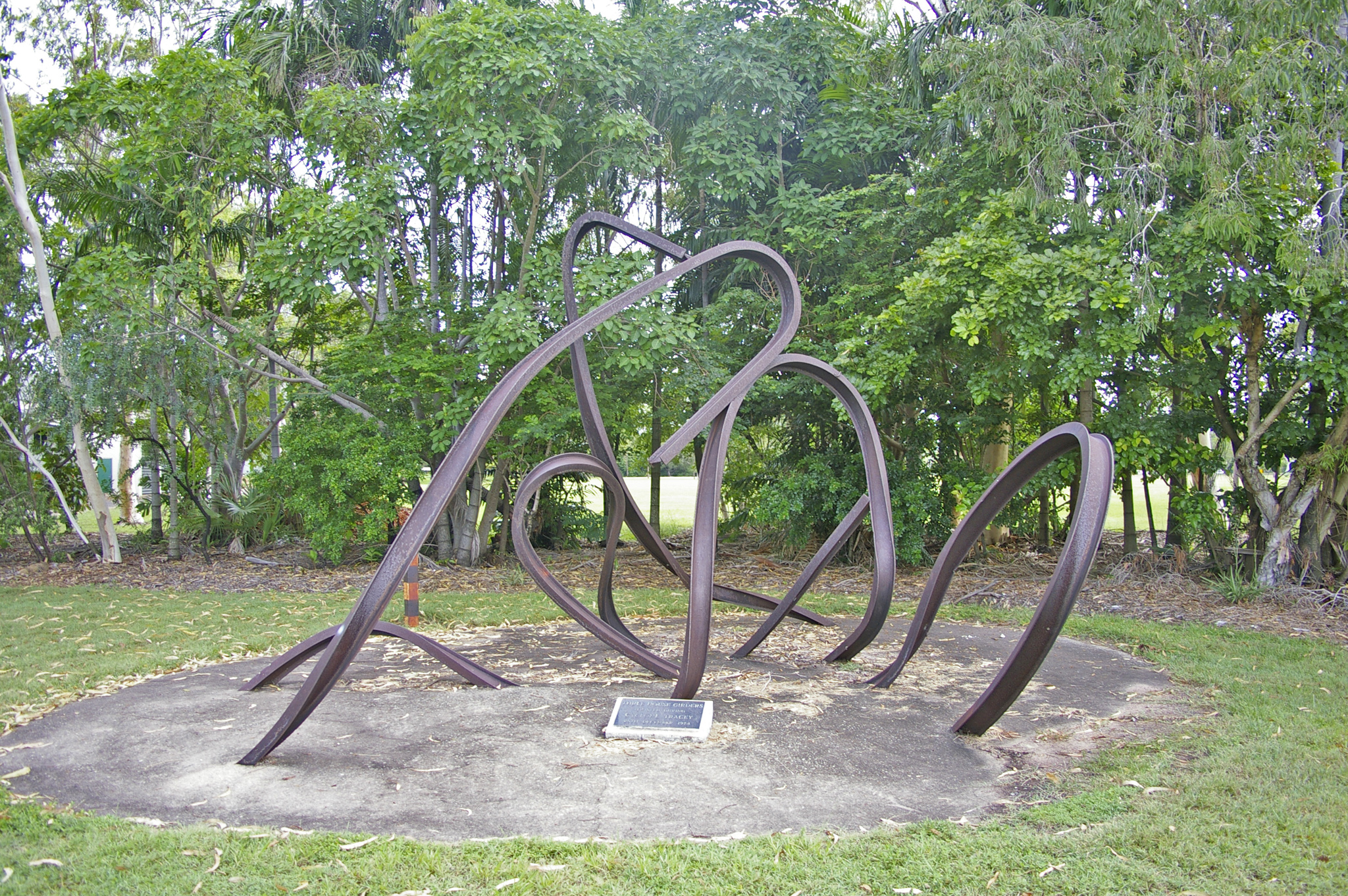
Đài tưởng niệm tại trường trung học Casuarina được lắp ráp từ ba dầm nhà bị xoắn bởi Cyclone Tracy

Bão Tracy đã giết chết ít nhất 66 người. Hai thủy thủ RAN của Hải quân Úc đã chết khi HMAS Arrow, một patrol boat lớp Attack, chìm tại Stokes Hill Wharf. Cơn bão cũng gây ra sự tàn phá đáng kể của thành phố Darwin. Tại sân bay Darwin, ba mươi mốt máy bay đã bị phá hủy và hai mươi lăm chiếc khác bị hư hỏng nặng. Ước tính ban đầu đưa số người chết được báo cáo là 65, nhưng nó đã được sửa đổi vào tháng 3 năm 2005 thành 71, khi Điều tra viên Lãnh thổ phía Bắc tuyên bố rằng sáu người vẫn còn bị liệt vào danh sách mất tích đã "chết trên biển".

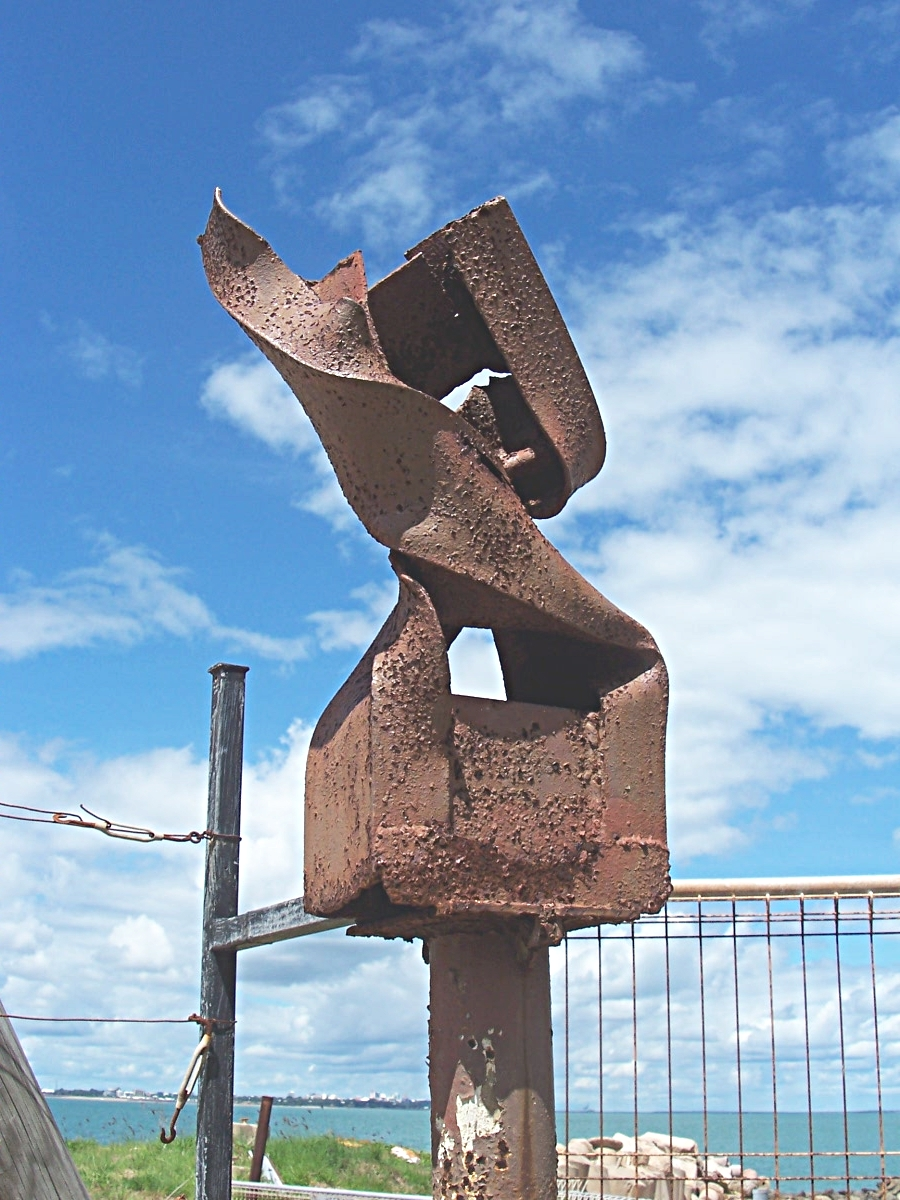
Đế của cột điện bằng thép uốn cong bởi Tracy

Một số yếu tố đã trì hoãn việc phổ biến tin tức về tác động của lốc xoáy. Sự phá hủy cơ sở hạ tầng giao thông và khoảng cách giữa Darwin và phần còn lại của dân số Úc đã đóng một vai trò, cũng như thực tế cơn bão đã đổ bộ vào ngày Giáng sinh và hầu hết các cơ quan truyền thông chỉ có một nhóm làm việc tốt nhất. Hầu hết người Úc đã không biết về cơn bão cho đến cuối buổi chiều. Dick Muddimer, một phóng viên của đài ABC địa phương, 8DR, đã có thể đi qua đống đổ nát đến đài truyền hình địa phương NTD và có đài ABC ở Mount Isa, Queensland thông báo cho trụ sở ABC ở Sydney rằng Darwin đã bị lốc xoáy.

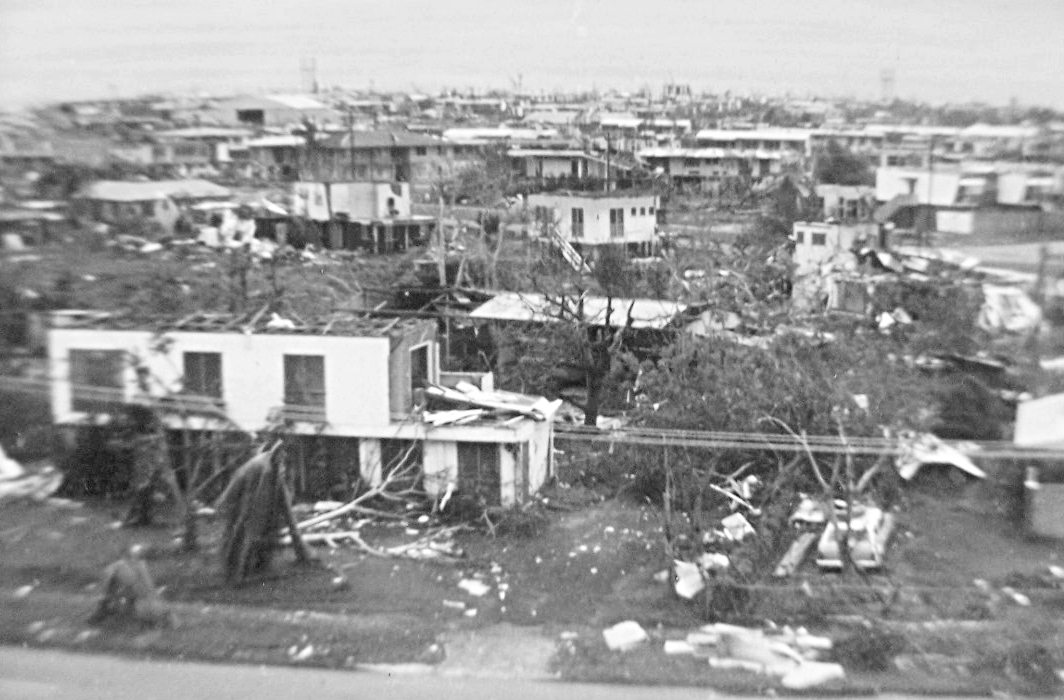
Những ngôi nhà sau khi bị phá hủy bởi Tracy

Để cung cấp phản ứng khẩn cấp ban đầu, một ủy ban đã được tạo ra. Ủy ban, bao gồm một số công chức và cảnh sát cấp cao, tuyên bố rằng, "trong thời gian hiện tại, Darwin đã không còn tồn tại như một thành phố". Gough Whitlam, Thủ tướng Úc, lúc đó đang đi du lịch ở Syracuse, Sicily và bay tới Darwin khi nghe về thảm họa. Ngoài ra, chính phủ Úc đã bắt đầu một cuộc di tản hàng loạt bằng đường bộ và đường hàng không; tất cả các nhân viên của Lực lượng Quốc phòng trên khắp Australia, cùng với toàn bộ phi đội máy bay vận tải của Không quân Hoàng gia Úc, đã bị thu hồi sau kỳ nghỉ và triển khai để sơ tán dân thường khỏi Darwin, cũng như mang theo nhu yếu phẩm cứu trợ đến khu vực. Mười ba tàu của Hải quân Hoàng gia Úc đã được sử dụng để vận chuyển hàng tiếp tế đến khu vực này như là một phần của Chiến dịch Hải quân Trợ giúp Darwin; chiến dịch nhân đạo hoặc cứu trợ thiên tai lớn nhất từng được Hải quân thực hiện.

### Khủng hoảng dịch vụ thiết yếu và sức khỏe

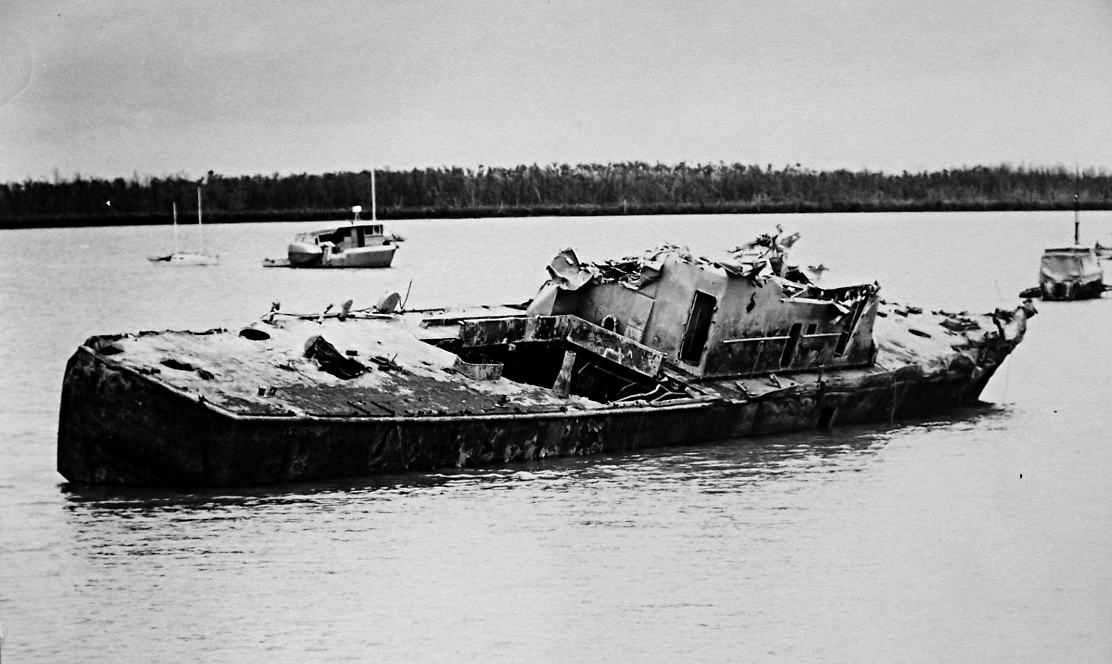
Tàu đậu trên vịnh Francis tháng 3 năm 1975

Ngay khi cơn bão tồi tệ nhất qua đi, Darwin đã phải đối mặt với nhiều khủng hoảng sức khỏe ngay lập tức. Vào ngày Giáng sinh, Bệnh viện Darwin đã điều trị tốt cho hơn năm trăm bệnh nhân, với 112 trong số này được đưa vào bệnh viện và cả hai nhà hát hoạt động của cơ sở đều được sử dụng. Những thương vong đầu tiên đã không đến 7 giờ sáng vì gió lớn và điều kiện đường sá khắc nghiệt trong và xung quanh khu vực Darwin. Hoạt động liên tục suốt đêm và sáng sớm. Các đội địa phương làm việc mà không cần cứu trợ cho đến khi một đội phẫu thuật đến từ Canberra vào cuối ngày hôm đó. Những người được coi là không thể trở lại làm việc trong vòng hai tuần đã được sơ tán bằng đường hàng không đến các địa điểm an toàn hơn.
Tất cả các thông tin liên lạc chính thức ra khỏi Darwin đã không còn hoạt động. Các ăng-ten tại trạm dịch vụ vô tuyến ven biển OTC (tên gọi VID) đã bị phá hủy trong cơn bão. Quản lý trạm Bob Hooper, một nhà điều hành đài phát thanh nghiệp dư, đã giúp thiết lập liên lạc bằng thiết bị của riêng mình. Đến 10 giờ sáng, Gary Gibson, một nhà điều hành nghiệp dư khác, đã có thể thiết lập một trạm tại Đại học Cộng đồng Darwin và chỉ trong một thời gian ngắn, một mạng lưới các trạm đã được thiết lập trên toàn quốc. Mạng lưới này, được điều phối bởi cảnh sát Melbourne D24, đã cung cấp dịch vụ tin nhắn đến các thành phố Perth, Melbourne, Sydney, Canberra, Townsville, Brisbane, Adelaide, Alice Springs, Gove, Mt Isa, Cairns, Rockhampton, MacKay, Lismore và Cooma. Đến 10:40   Các nhà khai thác VID đã thành lập VID2 trên tàu MV Nyanda ở cảng Darwin và sau đó trong năm ngày lưu lượng liên lạc chính thức trong và ngoài Darwin đã được xử lý qua sóng vô tuyến liên tục (mã Morse). Đài phát thanh địa phương duy nhất không bị vô hiệu hóa hoàn toàn là 8DR của ABC. Trong hai ngày tiếp theo, đó là liên kết duy nhất của Darwin với thế giới bên ngoài và đã lên sóng trong tất cả trừ 34 giờ trong những tuần tới.
Những người ở lại Darwin phải đối mặt với mối đe dọa của một số bệnh do phần lớn thành phố không có nước, điện hoặc vệ sinh cơ bản. Một phản ứng ban đầu là tiêm vắc-xin cho bệnh nhân thương hàn và bệnh tả. Khoảng 30.000 người vô gia cư, và bị buộc phải tìm nơi trú ẩn trong một số trung tâm khẩn cấp và nhà ở tạm thời thiếu điều kiện vệ sinh thích hợp. Các tình nguyện viên đến từ khắp đất nước để hỗ trợ các nỗ lực cứu trợ khẩn cấp. Nhà vệ sinh rãnh đã được đào; nguồn cung cấp nước được cung cấp bởi tàu chở dầu, và các chương trình tiêm chủng hàng loạt bắt đầu. Quân đội được giao nhiệm vụ tìm kiếm nhà cho thi thể người và động vật, cũng như xác định các rủi ro sức khỏe khác; ví dụ, làm sạch các nội dung mục nát từ tủ lạnh và tủ đông trên toàn thành phố. Điều này đã được hoàn thành trong vòng một tuần. Những ngôi nhà đã được 'tìm kiếm và dọn dẹp' đã được sơn S & C trên một bức tường bên ngoài. Bản thân thành phố bị rải malathion để kiểm soát muỗi và côn trùng tương tự khác.
Nỗ lực kết nối lại các dịch vụ thiết yếu cho thành phố bắt đầu vào ngày Giáng sinh. Các viên chức địa phương của Bộ Xây dựng và Nhà ở Khối thịnh vượng chung bắt đầu dọn dẹp các mảnh vỡ và làm việc để khôi phục quyền lực. Họ đã niêm phong các vòi nước bị hư hỏng và máy bơm kích hoạt để kích hoạt lại hệ thống thoát nước và nước thải của thành phố.

### Sơ tán và phản ứng của công chúng
Thiếu tướng Alan Stretton, Tổng Giám đốc Tổ chức Thảm họa Tự nhiên, và Bộ trưởng Liên bang cho Lãnh thổ phía Bắc, Rex Patterson, đã đến Sân bay Darwin vào cuối ngày Giáng sinh và chịu trách nhiệm về các nỗ lực cứu trợ. Sau khi đánh giá tình hình và các cuộc họp với Bộ Lãnh thổ phía Bắc và Bộ trưởng có liên quan, kết luận rằng dân số của Darwin cần phải giảm xuống mức "an toàn" là 10.500 người. Quyết định này được đưa ra theo lời khuyên của bác sĩ Charles Gurd, Giám đốc Y tế tại Lãnh thổ phía Bắc. Khoảng 10.000 người rời Darwin và khu vực xung quanh trong hai ngày đầu tiên, nhưng tốc độ khởi hành sau đó bắt đầu chậm lại. Chính phủ sau đó đã hỗ trợ cho vị trí của ông, cung cấp hoàn trả đầy đủ các chi phí cá nhân, miễn là cuộc di tản diễn ra.
Dân số đã được sơ tán bằng không khí và mặt đất; vì những khó khăn liên lạc với sân bay Darwin, việc hạ cánh bị giới hạn ở một máy bay cứ sau chín mươi phút. Tại các sân bay lớn, các đội của các quan chức bộ phận liên bang và lãnh thổ cũng như các nhân viên của Salvation Army và Hội Chữ thập đỏ đã gặp người tị nạn, với Hội Chữ thập đỏ có trách nhiệm theo dõi tên và địa chỉ tạm thời của người tị nạn. Sơ tán được ưu tiên theo nhu cầu; phụ nữ, trẻ em và người già và bệnh tật đã được sơ tán trước tiên. Đã có báo cáo về những người đàn ông hóa trang thành phụ nữ để trốn thoát với những cuộc sơ tán sớm. Từ ngày 26 đến 31 tháng 12, tổng cộng 35.362 người đã được sơ tán khỏi Darwin. Trong số đó, 25.628 đã được sơ tán bằng đường hàng không, phần còn lại bằng đường bộ. Đến ngày 31 tháng 12, chỉ có 10.638 người (chủ yếu là nam giới được yêu cầu giúp dọn dẹp thành phố) vẫn ở Darwin. Stretton cũng quy định truy cập vào thành phố bằng hệ thống giấy phép. Giấy phép chỉ được cấp cho những người có liên quan đến các nỗ lực cứu trợ hoặc tái thiết, và được sử dụng để ngăn chặn sự trở lại sớm của những người đã được sơ tán.
Khi nhận được tin về thiệt hại, một số nhóm cộng đồng trên khắp nước Úc đã bắt đầu gây quỹ và nỗ lực cứu trợ để hỗ trợ những người sống sót. Các trung tâm tiếp nhận lớn đã được thiết lập tại các thành phố như Kinda, Tennant Creek và Alice Springs. Một số thị trấn nhỏ dọc theo Đường cao tốc Stuart đã nỗ lực hỗ trợ những người chạy trốn bằng đường bộ, cung cấp cho họ thực phẩm, nhiên liệu, nghỉ ngơi và viện trợ cơ khí. Tại sông Adelaide, dân số địa phương nhỏ đã cung cấp bữa ăn nóng cho những người tị nạn dừng chân tại đó. Khoảng hai mươi bốn giờ sau khi cơn bão tấn công Darwin, dân số Alice Springs đã quyên góp được hơn 105.000 đô la để hỗ trợ các nạn nhân của Tracy. Tại Melbourne trong trận đấu cricket Boxing Day Test giữa Úc và Anh, các thành viên của cả hai đội đã di chuyển xung quanh các ranh giới mang theo xô mà đám đông đã ném tiền vào quỹ cứu trợ. Các gia đình Darwin cũng được ưu tiên trong danh sách chờ nhà ở công cộng. Vào ngày 31 tháng 12 năm 1974, Stretton khuyến nghị rằng sự kiểm soát dân sự đầy đủ nên tiếp tục ở Darwin và trao lại quyền kiểm soát thành phố cho các quan chức được bầu.

## Ảnh hưởng

### Dawin
Vào tháng 2 năm 1975, Thủ tướng Gough Whitlam tuyên bố thành lập Ủy ban Tái thiết Darwin, được giao nhiệm vụ xây dựng lại thành phố "trong vòng năm năm", tập trung chủ yếu vào việc xây dựng nhà ở. Ủy ban được lãnh đạo bởi Tony Powell. Thiệt hại cho thành phố là nghiêm trọng đến mức một số người ủng hộ di chuyển toàn bộ thành phố. Tuy nhiên, chính phủ nhấn mạnh rằng nó sẽ được xây dựng lại ở cùng một vị trí. Đến tháng 5 năm 1975, dân số của Darwin đã hồi phục phần nào, với 30.000 cư dân trong thành phố. Nhà ở tạm thời, đoàn lữ hành, khách sạn và một tàu biển, MV Patris, đã được sử dụng để chứa người, vì việc tái thiết nhà ở vĩnh viễn chưa bắt đầu vào tháng 9 năm đó. Ella Stack trở thành Thị trưởng của Darwin vào tháng 5 năm 1975 và tham gia rất nhiều vào việc tái thiết nó.
Tuy nhiên, vào tháng Tư sau đó, và sau khi nhận được những lời chỉ trích về tốc độ tái thiết chậm, Ủy ban đã xây dựng 3.000 ngôi nhà mới ở vùng ngoại ô phía bắc gần như bị phá hủy và hoàn thành việc sửa chữa cho những người sống sót sau cơn bão. Một số mã xây dựng mới đã được soạn thảo, cố gắng đạt được các mục tiêu cạnh tranh của sự phục hồi nhanh chóng của khu vực và đảm bảo rằng sẽ không lặp lại thiệt hại mà Darwin đã gây ra vào năm 1974. Đến năm 1978, phần lớn thành phố đã phục hồi và có thể để chứa gần như số người như trước khi cơn bão xảy ra. Tuy nhiên, đến thập niên 1980, có đến sáu mươi phần trăm dân số năm 1974 của Darwin đã rời đi, không bao giờ quay trở lại. Trong những năm sau đó, Darwin gần như được xây dựng lại hoàn toàn và bây giờ cho thấy hầu như không giống với Darwin trước Tracy tháng 12 năm 1974.
Mặc dù một Hội đồng Lập pháp đã được thành lập vào đầu năm, Lãnh thổ phía Bắc chỉ có chính quyền tối thiểu, với một bộ trưởng liên bang chịu trách nhiệm về Lãnh thổ từ Canberra. Tuy nhiên, lốc xoáy và các phản ứng sau đó đã nêu bật một số vấn đề với cách thức chính quyền khu vực được thiết lập. Điều này đã khiến Malcolm Fraser, người kế nhiệm Whitlam làm Thủ tướng, trao quyền tự trị cho Lãnh thổ vào năm 1978.
Nhiều hồ sơ của chính phủ liên quan đến Cyclone Tracy đã được công khai vào ngày 1 tháng 1 năm 2005 theo quy tắc 30 năm.

### Nền Văn Hóa phổ biến
Cyclone Tracy đã truyền cảm hứng cho bài hát "Santa Never Made It to Darwin", được sáng tác bởi Bill Cate và được Bill và Boyd biểu diễn vào năm 1975 để quyên tiền cho các nỗ lực cứu trợ và tái thiết. Năm 1983 Hoodoo Gurus đã phát hành " Tojo ", một bài hát so sánh vụ đánh bom Darwin của Nhật Bản dưới sự chỉ huy của Hideki Tojo trong Thế chiến II với thiệt hại do Cyclone Tracy gây ra. Cuộc xâm lược của Nhật Bản đáng sợ chưa bao giờ xảy ra, nhưng cơn bão hầu như bị phớt lờ và cuối cùng đã phá hủy thành phố. Vào tháng 5 năm 1976, ban nhạc Úc Ayers Rock đã phát hành đĩa đơn "Bài hát cho Darwin", cũng như một công cụ gây quỹ cho các nỗ lực cứu trợ và tái thiết.
Năm 1986, Nine Network và PBL đã tạo ra Cyclone Tracy, một sê-ri phim truyền hình dài kỳ dựa trên các sự kiện trong cơn bão. Michael Fisher, Ted Roberts và Leon Saunders đã viết bộ truyện này, và nó có sự tham gia của Chris Haywood và Tracy Mann, người đóng vai chính của Steve và Connie. Sê-ri mini được phát hành trên DVD bởi Umbrella Entertainment vào tháng 12 năm 2005. DVD tương thích với tất cả các mã vùng và bao gồm các tính năng đặc biệt như cảnh phim về sự tàn phá và một bộ phim tài liệu có tựa đề On A Wind And A Prayer.

## Hồ sơ và thống kê khí tượng
Tracy là cơn bão nhỏ nhất hoặc cơn bão có cường độ tương đương được ghi nhận ở lưu vực Úc và Nam bán cầu, với sức gió mạnh chỉ kéo dài 48 kilômét (30 mi)   từ trung tâm, và cũng là cơn bão nhiệt đới nhỏ nhất trên toàn thế giới cho đến năm 2008, khi cơn bão nhiệt đới Marco của cơn bão Đại Tây Dương năm 2008 đã phá vỡ kỷ lục, với sức gió mạnh chỉ kéo dài 19 kilômét (12 mi)   từ trung tâm. Sau khi hình thành trên biển Arafura, cơn bão di chuyển về phía nam và ảnh hưởng đến thành phố với cường độ cấp 4 trên thang cường độ lốc xoáy của Úc, trong khi có bằng chứng cho thấy nó đã đạt đến cấp  3 trên thang bão Saffir-Simpson khi nó đổ bộ. Bruce Stannard của The Age tuyên bố rằng Cyclone Tracy là một "thảm họa có cường độ đầu tiên... không có song song trong lịch sử của Úc." 